# Marie-Françoise Plissart
Marie-Françoise Plissart, née le 13 juillet 1954 à Bruxelles, est une photographe et réalisatrice belge. Free-lance depuis 1987, elle vit et travaille à Bruxelles.
Les portraits, le rapport à la ville et la République démocratique du Congo sont très présents dans l’ensemble de son travail. Depuis plus de trente ans, elle a publié de nombreux ouvrages photographiques dont Kinshasa, Tales in the invisible city (Lion d’or à la Biennale d’architecture de Venise 2004)
Son travail a fait l’objet de nombreuses expositions en Belgique et à l’étranger, dont une rétrospective personnelle A world without end, en 2008 au Musée de la Photographie d’Anvers.
Réalisatrice de plusieurs films de différents formats et de manière souvent autonome. Parmi ses films, L’Occupation des sols (26′, 2002), Kinshasa, le fleuve Congo (18′, 2003) ou Atomium in/out (25′, 2006) ont été sélectionnés dans les festivals internationaux (Lussas, IndieLisboa, Filmer à tout prix Bruxelles, FIFA Montréal, CinéMonterrey Mexique, Muhka Anvers, Courtisane Gent…).

## Biographie
Marie-Françoise Plissart, née en 1954, est l’une des figures de la photographie belge. Ses photographies ont été exposées en Belgique, en France, en Suisse, en Allemagne, aux Pays-Bas et en Autriche.
Les gens, les rencontres ou encore les flux occupent le centre de ses travaux photos et vidéos, qu’ils soient menés par elle seule ou en collaboration, qu’ils tiennent du portrait, du roman-photo ou de l’architecture.
Son travail sur Kinshasa lui a valu le Lion d'or à la Biennale d'architecture de Venise en 2004. Une rétrospective, A World without end lui a été consacrée en 2008 au musée de la photographie d'Anvers. Elle est aussi la réalisatrice de plusieurs vidéos diffusées sur Arte, L'Occupation des sols et Atomium in/out.
Elle a aussi collaboré à plusieurs reprises aux travaux de François Schuiten dans Voyages en utopie (Casterman, 2000), La Maison Autrique (Les Impressions nouvelles, 2005) et L'Enfant penchée (Casterman, 2007).

## Romans-photo
- Fugues[5], Les Éditions de minuit (en collaboration avec Benoît Peeters), 1983,Réédition[6] 2024 Les Impressions nouvelles (ISBN 978-2-39070-172-9).
- Droit de regards, Les Éditions de Minuit, en collaboration avec B. Peeters, préface de Jacques Derrida, 1985[7]; deuxième édition : Les Impressions nouvelles, 2010[8].
- Prague (en coll. avec B. Peeters), Autrement, 1985[9].
- Le Mauvais Œil[10] (en coll. avec B. Peeters), Paris, Les Éditions de Minuit, 1986  (ISBN 2-7073-1099-9).
- Aujourd'hui, scénario de Marie-Françoise Plissart, Virgine Jortay, B. Peeters avec des photos de Marie-Françoise Plissart. Éditions Arboris, 1993
- Bruxelles, horizon vertical, éditions Prisme, (en collaboration avec B. Peeters), 1998[9].
- Kinshasa, Récits de la ville invisible », Les Cahiers d’Outre-Mer, Coauteur Marie Françoise Plissart et B. Peeters avec des photos de Marie Françoise Plissart. éditions La Renaissance du livre/Luc Pire, 2005[11]
- Mons (en collaboration avec Caroline Lamarche), Les Impressions nouvelles, 2009[9].

## Filmographie
- 2002 : L'Occupation des sols, court métrage de 28 minutes produit par MDW Productions, coproduit par RTBF, Arte et CBA[12].
- 2003 : Fleuve Congo à Kinshasa. Duration 18 minutes[13].
- 2005 : Un jour, l'avenir nous donnera raison, duration 22 minutes produit par Michel de Wouters[14].
- 2006 : Atomium, in/out, court métrage de 25 minutes coproduit par MDW Productions et la RTBF, sur la rénovation de l'Atomium.

## Expositions personnelles
- Droit de regards : Vienne (Musée d'Art Moderne, décembre 1985), Toulouse (Ombres blanches, mars 1986), Berlin (Litteraturhaus, octobre 1986), La Haye (Centre culturel français, janvier 1987), Amsterdam (Maison Descartes, mars 1987)
- À la recherche du roman-photo : Bruxelles (Palais des Beaux-Arts, juin-juillet 1987), Rotterdam (galerie Perspektief, septembre 1987), Liège (Les Chiroux, janvier 1989), Genève (Saint-Gervais, novembre 1989)
- Aujourd’hui, Charleroi : Charleroi, Musée de la Photographie, octobre 1993)
- Bruxelles brûle-t-il ? : Bruxelles (KunstenFESTIVALdesArts, Beursschouwburg, mai 1994)
- Martini, Martini, Bxl, Beursschouwburg : Bruxelles (KunstenFESTIVALdesArts, mai 1996)
- Photo narrative : Eastern Michigan University (Art department, novembre 1996)
- Brussel’s architecture : Osaka (International House, octobre 1997)
- Bruxelles, Horizon vertical : Bruxelles (Le Botanique, janvier 1999)
- Kinshasa, the imaginary city : Venise (Biennale d'Architecture, septembre 2004), Bruxelles (Bozar, juin-septembre 2005), Johannesbourg (juin 2006)
- A World without end, rétrospective personnelle, Musée de la photographie d'Anvers (2008)
- Aqua Arbor , ensemble consacré aux mers du monde entier qui fait conjointement à l’horizontalité des marines, l’exposition fait aussi la part belle à la verticalité, Bruxelles (Le Botanique, décembre 2015- janvier 2016)

## Expositions collectives
- Jacques Dupuis, l'architecte : Le Grand-Hornu (février 2000), Anvers (De Singel, septembre 2000)
- Vacant City : Bruxelles (octobre 2000)
- Short stories : Anvers (musée de la photographie, mars 2004)
- Le Transsibérien : Bruxelles (Musée du Cinquantenaire, septembre 2005)
- Atomium, 9’ : Bruxelles (installation pour la réouverture de l'Atomium, février 2006)
- La Trace : Bruxelles (La Cambre, février 2006), avec Sammy Baloji.

## Divers
- Participation à Under Sieges, Four African cities, Freetown, Johannesburg, Kinshasa, Lagos, Documenta 11, Platform 4, février 2003.
- Co-mise en scène et scénographie Er zit iets op het papier, octobre 2003, avec Dito Dito, Mieke Verdun et Iris van Cauwenberg, Bruxelles, Beursschouwburg.
- Conférencière à l'Atelier de photographie de La Cambre de 2000 à 2003.
- Participation au livre Back from Utopia, The challenge of the Modern Movement, 010 Publishers, 2002.
- Collaboration aux albums de François Schuiten et Benoît Peeters L'Écho des Cités (Casterman), L’Enfant penchée (Casterman, 1996), Voyages en Utopie (Casterman, novembre 2000), La maison Autrique (Les Impressions nouvelles, 2006.
- Collaboration avec Jacques Dupuis, avec Maurizio Cohen et Jan Thomaes, éditions La Lettre Volée.
- 75 000 Films, livre avec des photos de Marie-Françoise Plissart, Xavier Harcq et Jimmy Kets et textes de David Bordwell, Eric de Kuyper et Dominique Païni, coédition Cinémathèque royale de Belgique / Koninklijk Belgisch Filmarchief, 2014[15].
- Théâtre de Liège, livre crée en collaboration avec Pierre Hebbelinck et Pierre de Wit, avec photos de Marie-Françoise Plissart, Éditions Mardaga, 2015[16].

#### Livres
- Suzanne Van Rokeghem, Jacqueline Aubenas et Jeanne Vercheval-Vervoort, Des femmes dans l'histoire en Belgique, Luc Pire Éditions, 2006, 303 p., ill. ; 28 cm (ISBN 9782874155239 et 2-87415-523-3, OCLC 470723855, présentation en ligne), p. 277. ,lire sur Google Livres